# Monastero di Agiou Pavlou
Il monastero di Aghios Pavlos (Monastero di San Paolo, in greco Μονή Αγίου Παύλου?) è uno dei venti monasteri dello Stato Monastico Autonomo del Monte Athos, in Grecia. 
Sorge a sud-ovest della penisola atonita ed occupa il quattordicesimo rango nella gerarchia dei monasteri della Santa Montagna.
È dedicato alla Presentazione di Cristo al Tempio, che si festeggia il 2 febbraio (15 febbraio).
Il complesso monastico conta una trentina monaci retti da uno statuto cenobitico dal 1839. Sottomesse al monastero vi sono due skite la Nea Skiti e la skita rumena di Lakkoskete.

## Storia

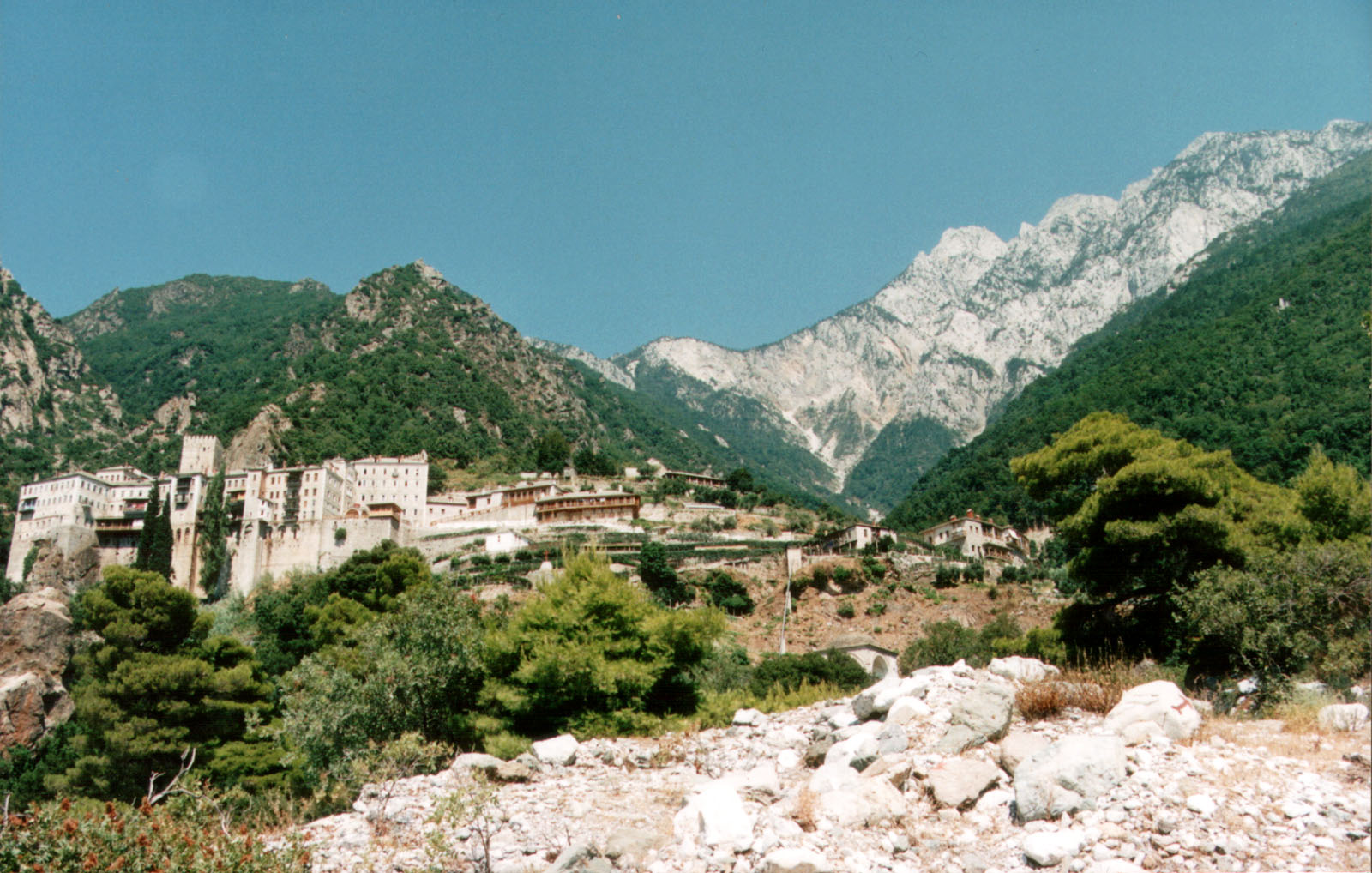
Il monastero visto dalla costa.

La tradizione vuole che il monastero sia stato fondato nel IX secolo dall'anacoreta Paolo, che lasciato il Monastero di Xeropotamou venne in questo luogo a vivere vita eremitica. Il monastero porta il suo nome ma divenne indipendente da Seropotamou solo nel 1380 quando il monaco serbo Roman lo ampliò e vi piantò delle vigne per il sostentamento della comunità e vi costruì una chiesa. Il katholikòn venne edificato nel 1447 dal despota serbo Giorgio Brankovic, esso fu rifatto nel 1839. Gran parte degli attuali edifici furono costruito nel XVIII secolo con l'aiuto degli Zar Alessandro I e Nicola I.

## Patrimonio artistico
Nella cappella di San Giorgio sono presenti affreschi cretesi del XVI secolo. La biblioteca conta 494 manoscritti e oltre 12.000 volumi.